# 福山市立駅家南中学校
福山市立駅家南中学校（ふくやましりつえきやみなみちゅうがっこう）は広島県福山市駅家町江良にある男女共学の公立中学校。

## 沿革
- 1988年4月1日 - 福山市立駅家中学校の生徒増加対策として同校の学区の一部をもって現在地に開校する。

## 校名の由来
- 福山市駅家町の南部を学区とすることから。

## 概要
- 今のところ福山市では（入学試験不要・中学校単独という観点で）最新の市立中学校である。これは福山市が芦品郡新市町、沼隈郡内海・沼隈両町、深安郡神辺町を編入した今日でも変わっていない（新規編入4町の中で最新の中学校は福山市立神辺西中学校〔1984年開校〕であるため）。
- 学区のうちの芦田川以北の地域はかつては田園地帯であったが、日本鋼管製鉄所の進出や道路整備により人口が増え、学区内の主要幹線道路である国道486号・広島県道392号中野駅家線沿線には多くの店舗が進出している。ただ、区画整理は全く行われておらず、幹線道路を外れると離合困難な市道が多い。
- 学区のうちの芦田川以南の地域は田園地帯と山岳地帯であるが、最近芦品広域農道が開通し、国道486号の渋滞を避ける裏道として、福山市立動物園や福山市芦田地区へのアクセス道路として用いられている（山の中を通るためあまり店舗はない）。将来は福山西環状線が地域の西側を通る予定である。
- 学校は東・北・西の3箇所に校門を有し、広島県道392号中野駅家線に通じる東門が校門（正門）である。
- 校舎は南北二つ存在し、東側に体育館、北側にプール、南側にグラウンドを配置している。

## 学区
- 特別の事情がない限り福山市立宜山(むべやま)小学校の児童全員と福山市立駅家小学校の児童の一部が進学することになっている。各小学校の学区は以下の通りである。

福山市立駅家小学校区
- 駅家町江良
- 駅家町倉光
- 駅家町坊寺（ぼうじ）のうちの芦田川以北の地域
- 駅家町万能倉（まなぐら）の一部

福山市立宜山小学校区
- 駅家町今岡
- 駅家町大橋
- 駅家町上山守
- 駅家町下山守
- 駅家町坊寺のうちの芦田川以南の地域
- 駅家町向永谷（むかいながたに）

## 学区の地理

### 主要施設
- 福山市北部市民センター
- 府中警察署駅家交番…2008年春福山北警察署（仮称、広島県福山市神辺町新道上3丁目に現在建設中）に移管予定。
- JR福塩線万能倉駅
- JR福塩線駅家駅

### 自然景観
- 芦田川
- 服部川（芦田川支流）

### 教育機関（小学校以上）
- 福山市立駅家小学校
- 福山市立宜山小学校

## アクセス
- 鉄道の最寄駅はJR福塩線駅家駅である。
- 最寄のバス停は広島県道395号川南近田線上にある中国バス山守バス停である。以前は学校の近くの広島県道392号中野駅家線上に駅家南中学校前バス停があったが、中国バスの経営合理化による路線整理により廃止された。

## 備考
- 駅家南中学校区のうち芦品郡宜山村だった地域（今岡・大橋・上山守・下山守・坊寺・向永谷）には新学制発足直後単独の中学校（宜山村立宜山中学校）があった時期もあった（1948 - 1949年）。